# Nim-Spiel-Variation
Das Nim-Spiel ist ein altes Strategiespiel mit unzähligen Variationsmöglichkeiten. Die Gemeinsamkeit besteht darin, dass es mit einfachen Mitteln gespielt werden kann, wobei zwei Spieler oder Gruppen gegeneinander antreten. Es werden aus ein oder mehreren Reihen Gegenstände abwechselnd weggenommen respektive Zahlen subtrahiert, bis ein definiertes Ziel erreicht ist. Man kann natürlich auch bei ‚0‘ anfangen und Gegenstände/Zahlen hinzufügen. Die maximale Anzahl der bei einem Zug zur Verfügung stehenden Gegenstände sowie das zu erreichende Ziel sind vorab definiert.
Es gibt zwei mögliche Zielvereinbarungen: Beim Standard-Nim-Spiel gewinnt derjenige, der das Ziel erreicht. Beim Misère-Spiel hat derjenige verloren, der gezwungen ist, diese Zahl (oder Zahlen) zu nennen respektive den letzten Gegenstand (die letzten Gegenstände) vom Spielfeld zu nehmen.
Oftmals werden Nim-Spiele mit mehreren Reihen gleichzeitig gespielt, wobei es üblicherweise maximal drei Reihen sind. Hierzu gibt es eine Vielzahl mathematischer Gewinnstrategien, die u. a. mit der Umrechnung von Dezimalzahlen in das Binärsystem arbeiten.
Eine einfache, logische Herangehensweise für einreihige Nim-Spiele wird im Folgenden aufgezeigt.

## Einreihige Nim-Spiele

### Einordnung
Einreihige Nim-Spiele gehören zu den zufallsfreien endlichen Spielen mit 2 Spielern ohne Unentschieden. Sie gelten als stark gelöst mit Methoden der Kombinatorischen Spieltheorie. Praxisbezogen bedeutet dies, dass für jeden Zug ein optimaler Gegenzug besteht und somit eine eindeutige Gewinnstrategie bei Start des Spieles berechnet werden kann.

### Festlegung
- Der Spieler, der zuerst am Zug ist, wird hier Spieler A genannt. Der Spieler, der als Zweites am Zug ist, Spieler B.
- Es wird nur das Standard-Spiel ausführlich erklärt. Dies bedeutet, dass derjenige, der das Ziel erreicht, gewinnt. Beim Misère-Spiel werden nur die Unterschiede hervorgehoben.
- Ziel ist es, eine einfache Gewinnstrategie zu beschreiben, die auf verschiedenste, ähnlich gestaltete Spiele anwendbar ist.

Bei einreihigen Nim-Spielen kann man mit dem ersten Zug bereits den Ausgang des Spiels bestimmen, sofern man in der richtigen Position (also A oder B) ist. Begründet werden kann dies mit der Gewinnstrategie von Bouton.
Im Folgenden werden dafür diese Begriffe benutzt:
- Gewinnerposition und Verliererposition
- Gewinnerzahlen und Falle
- Konterzahl und Ausgleichszahl

## 21-Spiel

### Standard-Variante
Regeln: Spieler A beginnt mit ‚1‘. Danach muss jeder Spieler bei jedem Zug entscheiden, ob er die Zahl 1, 2 oder 3 hinzuzählt. Wer als Erstes die Zahl 21 erreicht hat, gewinnt.
Gewinnstrategie:
1. Zuerst sieht man sich an, welche Zahl im Maximum immer innerhalb von zwei Zügen ausgeglichen werden kann (Ausgleichszahl). In diesem Fall ist es ‚4‘ (1+3, 2+2, 3+1). Das heißt, egal was die andere Partei macht, man kann den Zug kontern (Konterzahl).
2. Danach zieht man diese Zahl (hier ‚4‘) vom gewünschten Ergebnis (hier ‚21‘) ab. Man erhält Gewinnerzahlen (hier ‚1‘, ‚5‘, ‚9‘, ‚13‘, ‚17‘, ‚21‘).

```
     Spieler A                          Spieler B
 
Gewinnerposition
                   
Verliererposition

        1                 +1/2/3        → 2,3,4
        5 ←       Konterzahl
                          +1/2/3        → 6,7,8
        9 ←       Konterzahl
                          +1/2/3        → 10,11,12
       13 ←       Konterzahl
                         +1/2/3        → 14,15,16
       17 ←       Konterzahl
                          +1/2/3        → 18,19,20
       
21
 ←       Konterzahl
```

Sofern Spieler A keinen Fehler macht, ist dieser automatisch der Gewinner.

### Misère-Variante
Regeln: Wie beim Standarsspiel. Aber wer als Erstes die Zahl 21 erreicht hat, verliert.
Gewinnstrategie:
1. Wie Standardspiel: Ausgleichszahl bestimmen.
2. Wie Standardspiel: Allerdings ist das gewünschte Ergebnis nun die ‚20‘, da das Gegenüber danach nur die ‚21‘ nennen kann und keine weitere Möglichkeit offen ist. Die Gewinnerzahlen sind folglich ‚4‘, ‚8‘, ‚16‘, ‚20‘./ref>

```
     Spieler A                          Spieler B
 
Verliererposition
                   
Gewinnerposition

        1                       +3       → 4
       5,6,7 ←         +1/2/3
                             Konter      → 8
       9,10,11 ←       +1/2/3
                             Konter      → 12
       13,14,15 ←       +1/2/3
                             Konter      → 16
       17,18,19 ←       +1/2/3
                             Konter      → 20
        
21
 ←     +1 (zwangsläufig)
```

Sofern Spieler B keinen Fehler macht, ist dieser automatisch der Gewinner.

### Standard-Variante mit Subtraktion
Regeln: Hier wird nicht bei '1' begonnen, sondern man zieht von der Zahl '21' die Zahlen 1, 2 oder 3 ab. Gewonnen hat, wer als Letztes 1, 2 oder 3 abziehen kann und damit '0' erreicht.
In der TV-Serie Survivor Thailand vom amerikanischen Sender CBS wurde diese Variante gespielt. Von einem Teilnehmer wurde am Anfang die Gewinnstrategie erkannt, dass man die andere Gruppe als vorletzten Zug auf die Zahl '4' bringen musste; jedoch schien die Umsetzungsstrategie nicht ganz klar zu sein.
Gewinnstrategie:
1. Wie Standardspiel: Ausgleichszahl bestimmen.
2. Wie Standardspiel: Das gewünschte Ergebnis ist nun die '0' und man zählt die Ausgleichszahl hinzu. Die Gewinnerzahlen '4', '8', '16', '20' werden zu Fallen.
3. Die Gewinnerposition ist wie beim Standardspiel: Spieler A.

```
     
Spieler A
                 Spieler B
        21            -1         → 20
      19,18,17 ←            
                      Konter     → 16
      15,14,13 ←            
                      Konter     → 12
      11,10,9 ←            
                      Konter     → 8
       7,6,5 ←           
                      Konter     → 4
        
1,2,3
```

## Varianten mit alternativen Zahlen
Die gleichen Prinzipien können auch auf andere Zahlen angewendet werden.

### Zähle maximal '5' hinzu und verliere bei '34'
„Add at most 5; lose on 34“-Spiel. (Zähle maximal '5' hinzu; verliere bei '34')
Man befindet sich in der Addition und es handelt sich um die Misère-Variante. Es wird in diesem Fall nicht genannt, dass man mit der Zahl '1' beginnen muss. Insofern gilt hier die Annahme, dass bereits ab dem ersten Zug die Zahlen 1 bis 5 zur Verfügung stehen.
Gewinnstrategie:
1. Ausgleichszahl: '6'
2. Gewünschtes Ergebnis: '33'
3. Gewinnerzahlen: '33', '27', '21', '15', '9', '3'
4. Gewinnerposition: Spieler A

```
     
Spieler A
                    Spieler B 
        3           +1 bis 5      → 4,5,6,7,8
        9 ←          Konter
                                  → 10 bis 14
        15 ←          Konter
                                  → 16 bis 20
        21 ←          Konter
                                  → 22 bis 26
        27 ←          Konter
                                  → 28 bis 32
        33 ←          zwangsläufig
                                  → 
34
```

### 100-Spiel
Regeln: Man startet bei 0 und jeder Spieler darf eine Zahl von 1 bis 10 hinzufügen. Wer die Zahl 100 erreicht, gewinnt. Man befindet sich wieder in der Addition und es handelt sich um die Standard-Variante.
Gewinnstrategie:
1. Ausgleichszahl: '11'
2. Gewünschtes Ergebnis: '100'
3. Gewinnerzahlen: '89', '78', '67', '56', '45', '34', '23', '12', '01'
4. Gewinnerposition: Spieler A

## Spieltheorie und weitere Informationen
Mathematisch-spieltheoretische Strategien, Erklärungen zu frühen Nim-Computern und weiteren Spiel-Variationen werden in folgenden Hauptartikeln eingänglich besprochen.